# Kloster St. Marien (Stade)
Das Kloster St. Marien (1141–1648) ist eine ehemalige Abtei der Benediktiner im jetzigen Stadtteil Campe der Hansestadt Stade in Niedersachsen. Patrone waren Beata Maria Virgo, St. Peter und Paul, St. Johannes, St. Vitus, St. Cosmas und Damian.

## Gründung
Die Gründungsvorbereitungen begannen spätestens 1141. Die Gründung des Klosters außerhalb der befestigten Siedlung Stade (in suburbio Stadensi) ging von der Familie der Stader Vögte aus. Am 2. Juli 1142 weihte Erzbischof Adalbero von Bremen die zunächst errichtete hölzerne Kapelle der heiligen Jungfrau Maria. 1147 war mit der Bestätigung der Gründung durch Erzbischof Adalbero von Bremen und der Einsetzung und Weihe des ersten Abtes der Gründungsvorgang abgeschlossen. Dabei hatte das Kloster Harsefeld ganz massiv mitgewirkt, denn es entsandte auch die Mönche, die den ersten Konvent zu St. Marien vor Stade bildeten. Darunter war auch Adalward, der zum ersten Abt von St. Marien geweiht wurde.
Die als Gründer genannten drei Brüdern Dudo, Adeko und Rikbert waren die Söhne des bereits 1101 bei der Umwandlung der Propstei Harsefeld in ein Benediktinerkloster beteiligten Alvericus, der 1102 zusammen mit dem Mönch Andreas nach Rom gesandt wurde, um Harsefeld dem Papst zu unterstellen. Er wurde dabei als liber homo bezeichnet. Sein Sohn Rikbert ist mehrfach als Vogt von Stade nachzuweisen. 1164 ertrank er. Danach sind sein jüngerer Bruder Gottfried und später mehrere Söhne Adekos als Vögte in Stade bezeugt. Aus dieser einflussreichen und vermögenden Familie stammten auch der Bischof Albert von Buxthoeven von Riga, der Propst Rotmarus zu Dorpat und Abt Hermann vom St. Paulskloster vor Bremen.

## Geschichtlicher Überblick
Die Gründung des Benediktinerklosters St. Marien zu Stade fiel zeitlich mit dem Beginn des Landesausbaus in der Altländer Marsch zusammen.
Bei den Kämpfen um Stade und dessen Eroberung 1208 durch die Dänen wurde auch das ungeschützt liegende Kloster stark in Mitleidenschaft gezogen. Der welfische Einfluss blieb aber erhalten und nahm im Anfang des 13. Jahrhunderts noch einmal zu. 1204 wurde die Stauferin Agnes, Erbtochter des Pfalzgrafen Konrad bei Rhein und Gemahlin des Pfalzgrafen Heinrich, Sohn Heinrich des Löwen, im Chor der Marienkirche bestattet. Bis 1219 flossen dem Kloster erhebliche Dotationen in unmittelbarer Nähe Stades und in Dithmarschen zu, die sich im Besitz des Pfalzgrafen Heinrich befunden hatten. Mit 1236 endete der welfische Einfluss, nachdem ein Ausgleich mit dem Bremer Bistum stattgefunden hatte.
Auffällig sind die zahlreichen Nachrichten aus dem Ostseegebiet bis nach Livland hin. Das Engagement der Gründerfamilie in der Ostkolonisation ist ganz offenbar vom Kloster mitgetragen worden. Die verhältnismäßig häufige Verwendung der Äbte von St. Marien als Schiedsrichter im päpstlichen Auftrag östlich der Elbe bestätigen das. Aus dem Osten erwarb das Kloster auch die größten Teile seines Reliquienschatzes. Der bekannte Stader Abt Albert wurde 1232 in Stade durch den Bischof von Semgallen und Legaten für Livland, Balduin von Aulne, zum Abt geweiht, als dieser über Stade nach Livland reiste.
Für das um 1220 begründete mecklenburgische Benediktinerkloster Dobbertin entsandte St. Marien die ersten Mönche aus seinem Konvent. Vermutlich sind alle oder doch einige von ihnen nach der schon bald zwischen der 1231 und 1234 vorgenommenen Umwandlung Dobbertins in ein Nonnenkloster gleichen Ordens nach Stade zurückgekehrt. Es wird vermutet, dass die dann nach Dobbertin geschickten Benediktinerinnen aus dem Stade nahe benachbarten Kloster Zeven kamen. Denn auch Zeven hatte in Mecklenburg Besitz, so gehörte dem Zevener Kloster um 1226 das Dorf Döbbersen mit der Kirche.
St. Marien von Stade hatte in Mecklenburg bei Vellahn, besonders aber in Dobbertin umfangreichen Besitz, der 1243 durch Abt Dietrich dem dortigen Kloster für 60 Mark Lübecker Münze verkauft wurde. An der Urkunde hängen neben dem Siegel des Bremer Erzbischof Gerhard II und dem Bremer Domkapitel die Siegel vom Klosterabt Dietrich und dem Stader Kloster.

### Wirtschaftliche Verhältnisse
Auf den Gütern auf Campe, die die Mönche für ihren Unterhalt erhalten hatten, gründeten sie das Kloster. Es lag außerhalb (suborbio) der Stadt auf dem schmalen Geestrücken, der von Campe kommend in die Stadt bis zur Schwinge vorspringt. Unterstützt wurde die Gründung vom Hauskloster der Stader Grafen, der Abtei St. Marien zu Harsefeld, die einen Teil seines Landbesitzes, den Campe mit Wiese, gegen den Eintausch zweier anderer Hufen stiftete und auch den Gründungskonvent stellte. Der 1147 eingesetzte erste Abt Adalward stammte wie der Konvent aus der Mutter-Abtei Harsefeld.
Naturgemäß hatten die Stifter Güter und Einkünfte dem Kloster übereignet. Kloster St. Marien hatte bis zum Schluss seiner Existenz in der unmittelbaren Umgebung Stades und auch innerhalb der Stadt seinen Besitzschwerpunkt. Innerhalb der Stadt hatte es wohl zunächst unbebaute, später zu Hausstellen gewordene Grundstücke erhalten. Neben dem Klosterbereich in Kampe und dem gleichnamigen Dorf sowie den ausgedehnten Benedixwiesen gehörten die Dörfer Bockhorst, Barge, Wiepenkaten und Haddorf dem Kloster.
Zu den ältesten Besitzungen gehörten sicherlich auch die Kehdinger Güter, die ebenfalls unmittelbar bei Stade, Schölisch und Hörne begannen und sich über Götzdorf, Drochtersen, Freiburg, Stellenfleht bis Balje hinzogen. Weitere Besitzungen hatte man in der Ostmarsch im Raum von Geversdorf.
Der Geestbezirk zwischen Schwinge und Altländer Marsch, räumlich sehr nahe zum Kloster gelegen, war besonders gut besetzt. Die am Rande der Marsch liegenden Güter waren von besonderer Bedeutung, da das Kloster sich von hier aus an der Erschließung der niederen Marsch beteiligt hatte. Denn die Gründung von St. Marien fiel zeitlich etwa mit dem Beginn des Landausbaus in der Altländischen Marsch zusammen. Dieser Klosterbesitz ist im Wesentlichen bis ins 17. Jahrhundert hinein erhalten geblieben.
Auch in der Ostkolonisation hatte sich das Kloster stark engagiert. Besitzerwerbungen gab es schon vor 1243 im Kloster Dobbertin mit dem Ort Dobbertin. Vermuten lässt sich nur, dass noch andere Güter weiter im Osten dem Kloster gehört haben, aber bald aufgegeben werden mussten.
Schenkungen gab schon 1218 durch den Grafen von Schwerin mit drei Hufen in Vellan.
Über die Größe des Konvents lassen sich zu kaum einer Zeit genaue Angaben machen. Er war niemals sehr umfangreich, dürfte aber nur im 13. Jahrhundert bedeutend gewesen sein.
Zur Abtswahl von Luder Busche scheinen 1568 nur noch vier wahlberechtigte Mönche im Kloster gewesen zu sein. 1583 nahmen dann wieder neun Mönche an der Wahl des Abtes Jodokus von der Beke teil.
Über die Herkunft der Äbte ist kaum etwas bekannt.

### Baulichkeiten
Über das Aussehen des Klosterbaues vor der alten Stadtmauer auf dem Gelände des heutigen Bahnhofs ist kaum etwas bekannt.
Das Kloster war vermutlich sehr gut ausgestattet. 1142 wurde die erste Holzkapelle geweiht, der schon bald ein Steinbau gefolgt ist. Dieser wurde 1165 durch Erzbischof Hartwig I. von Bremen geweiht. Bereits 1181 ließ Graf Gunzelin die Türme von St. Marien niederlegen, da von ihnen aus die Stadt Stade beschossen werden konnte. Dies lässt vermuten, dass sie im wuchtigen romanischen Stil erbaut worden waren. Es muss damals also eine mehrtürmige Anlage vorhanden gewesen sein. Wann die Türme wieder erneuert und wie der Bau sich weiter entwickelt hat, ist nicht bekannt. 1448 wurde erstmals eine getrennt vom Hauptbau auf dem Klosterfriedhof gelegene St.-Andreas-Kapelle erwähnt, in der damals ein St.-Annen-Altar vorhanden war.
Als sich im November 1499 die Große Garde auf Stade zubewegte, flohen die Klosterinsassen in die Stadt, und die Bürger legten die gesamte Klosteranlage einschließlich der Wirtschaftsbauten nieder, um der Garde den festen Stützpunkt für eine Belagerung zu nehmen. Der Wiederaufbau des Klosters wurde dann innerhalb der Stadtmauern vorgenommen. Dazu trat man dem Konvent die Heilig-Geist-Kapelle mit dazugehörigem Besitz ab.

### Weitere Entwicklung
Spätestens ab 1412 gab es im Kloster auch eine Schule.
Im Jahr 1499 brach die Schwarze Garde während einer Fehde des Erzbischofs von Bremen mit den Herzögen von Sachsen-Lauenburg in das Erzstift Bremen ein. Daraufhin wurden die Klostergebäude wahrscheinlich durch die Veranlassung des Stader Rats auf dem „Kamp“ abgebrochen. Es wurde befürchtet, dass die Schwarze Garde im Schutz der Klostergebäude die Stadt erobern könnten oder die Gebäude als Winterlager benutzten würden. Um die Entschädigung und den Wiederaufbau gab es großen Streit. Auf äußeren Druck entschädigte der Stader Rat die Mönche. Sie erhielten drei große unbelastete Bürgerhäuser, einen Bauzuschuss von 900 Mark, die Renten und Einkünfte des Spitals St. Nicolai vor Stade, eine Kapelle auf dem zerstörten Klosterhof sowie weitreichende Rechte. Das Kloster selbst wurde in das Gebäude der Heilig-Geist-Kapelle am Sande nebst dreier dazugehöriger Häuser verlegt.

### Reformationszeit und Aufhebung
In der Stadt Stade traten seit 1522 lutherische Prediger auf.
Das Gedankengut der Reformation drang nur langsam in den Konvent ein, so dass die Benediktinerabtei noch lange erhalten blieb. Die Mönchsgemeinschaft blieb bis 1568 katholisch und wurde dann protestantisch. Allerdings schienen die Sitten im protestantischen Kloster zu verfallen, was die Wahlkapitulation des zweiten protestantischen Abtes Jobst von der Becke zeigt. Ihr kann man entnehmen, dass sogar Prostituierte im Kloster gelebt haben. Dies wurde daraufhin den zukünftigen Äbten verboten. Der damalige Konvent von zehn Herren führte anscheinend ein finanziell geruhsames Leben.
Nach der erneuten Eroberung des Erzstifts durch die Schweden 1645 wurde seitens der schwedischen Verwaltung vielfach über das Kloster verfügt und anschließend säkularisiert. Am 7. April 1648 ordnete Königin Christine von Schweden faktisch die Aufhebung des Klosters an, indem sie allen noch verbliebenen Besitz der Stadt übertrug, die die Klosterangehörigen abzufinden hatte.
Ein großer Teil des Klosterbesitzes, vor allem das Vorwerk auf dem Campe mit Ländereien und Meiereien, gingen an die Stadt Stade zum Ausgleich der Lasten der schwedischen Besatzung. Den Zugriff auf die Klostergebäude und die Kirche behielt Christine sich vor. Er wurde dann mit Abschluss des Friedensvertrages von 1648 ausgeübt. Die Kirche wurde 1650 Etats- und Garnisonskirche. Der Klosterhof dagegen blieb im landesherrlichen Besitz und diente bis 1712 der schwedischen Regierung als Residenz für die Herzogtümer Bremen und Verden sowie Grablege der Grafen von Königsmarck.

### Zerstörung
Beim großen Stadtbrand am 26. Mai 1659, dem zwei Drittel der Stadt zum Opfer fielen, bliben Kloster und Kirche unversehrt. 1682 brannte der 1614 von Jodocus v. d. Beck erbaute Turm nieder. Von 1684 bis 1686 wurde ein neuer Turm erbaut und mit einer Glocke aus dem Schloss Rotenburg ausgestattet.
Bei der Beschießung der Stadt im August 1712 durch dänische Truppen im Großen Nordischen Krieg wurden Kloster und Kirche bis auf einen Teil des Chors zerstört. 1735 wurde auch dieser Rest abgebrochen, als mit dem Bau von Kasernen am Sande begonnen werden sollte. Die 20 Särge der Familie von Königsmarck, die sich in einem Grabgewölbe unter dem Chor befanden, wurden nach St. Wilhadi überführt und dort in einem dafür errichteten Anbau an der Nordseite des Turms aufgestellt. Der Anbau wurde 1830 wieder abgebrochen, das Material der Sarkophage verkauft.

## Äbte von St. Marien
Namen und Jahreszahlen bezeichnen die urkundlich nachweisbare Erwähnung als Abt.
- 1147–1177 Adalward
- 1177–1180 Gottschalk
- 1180–1199 Elverus
- 1199–1232 Christopherus
- 1232–1240 Albert von Stade
- 1240–1282 Dietrich
- 1282–1300 Friedrich
- 1300–1309 Johannes
- 1309–1312 Heinrich
- 1312–1324 Berthold
- 1324–1351 Nikolaus
- 1351–1357 Otto
- 1357–1366 Hermann Harburg
- 1366–1375 Nikolaus Lobeken
- 1375–1404 Erpo von Luneberg
- 1404–1411 Eckhard von Aue
- 1411–1433 Hartwig
- 1433–1438 Markward Runge
- 1438–1439 Johannes Borcholte
- 1440–1468 Heinrich von Tarmstedt
- 1468–1475 Borchard Grevesmöhlen
- 1476–1502 Johannes von Bramstedt
- 1503–1506 Hermann Lühmann
- 1506–1509 Boetius Helderikes
- 1509–1529 Gerhard Rode
- 1529–1549 Jodokus von Bordeslohe
- 1549–1568 Johannes Bruns
- 1568–1583 Luder Busche (erster lutherischer Abt)
- 1583–1624 Jodokus von der Beke (zweiter lutherischer Abt)
- 1624–1627 Balthasar Marschalk
- 1627–1628 Clemens von der Kuhla
- 1628–1643 Emmerich Fünkler (war ab 1635 Abt von Murrhardt)
- 1632–1648 Clemens von der Kuhla

## Siegel
Das älteste Klostersiegel ist erhalten an einer in Bremen am 21. Oktober 1243 ausgestellten Urkunde des Klosters Dobbertin mit vier an roter und gelber Seide anhängenden Siegeln.
Das Siegel hat spitzovale Form und zeigt die Madonna mit dem Kinde links, auf dem Sessel sitzend. Die Umschrift lautet: + SIGILLUM: SANCTAE: MARIAE: I: STADIO.
An derselben Urkunde hängt auch das älteste Abtssiegel. Es ist etwas kleiner, hat spitzovale und zeigt den Abt mit Stab in der rechten und geschlossenem Buch in der linken Hand auf einem Sessel sitzend.
Noch im 14. Jahrhundert sind für beide Siegel die gleiche Siegelgestaltung vorhanden. Im 15. Jahrhundert sitzt im Konventsiegel die Madonna unter einem Baldachin. 1502 findet sich ein Abts- und Konventsiegel an einer Urkunde der Stadt Stade.

### Gedruckte Quellen
Mecklenburgisches Urkundenbuch (MUB)

### Ungedruckte Quellen
Landeshauptarchiv Schwerin (LHAS)
- LHAS 2.12-3/2 Klöster und Ritterorden, Außermecklenburgische Klöster. Benediktinerkloster Stade.